# Подалирий (бабочка)

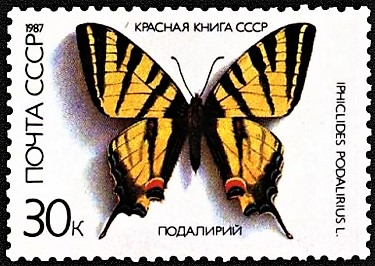
На почтовой марке (СССР, 1987)

Подали́рий (лат. Iphiclides podalirius) — бабочка семейства парусников (Papilionidae). Вид назван в честь Подалирия, в древнегреческой мифологии — знаменитого врача, сына Асклепия и Эпионы.

## Внешний вид
Размах крыльев 68—72 мм; самки крупнее самцов. Основной цветовой фон крыльев светло-жёлтый, передняя пара с чёрным рисунком из 7 вертикальных клиновидных полос, задняя — с чёрно-голубым окаймлением. Задние крылья с хвостиками длиной до 15 мм, у их основания — по глазчатому пятну.

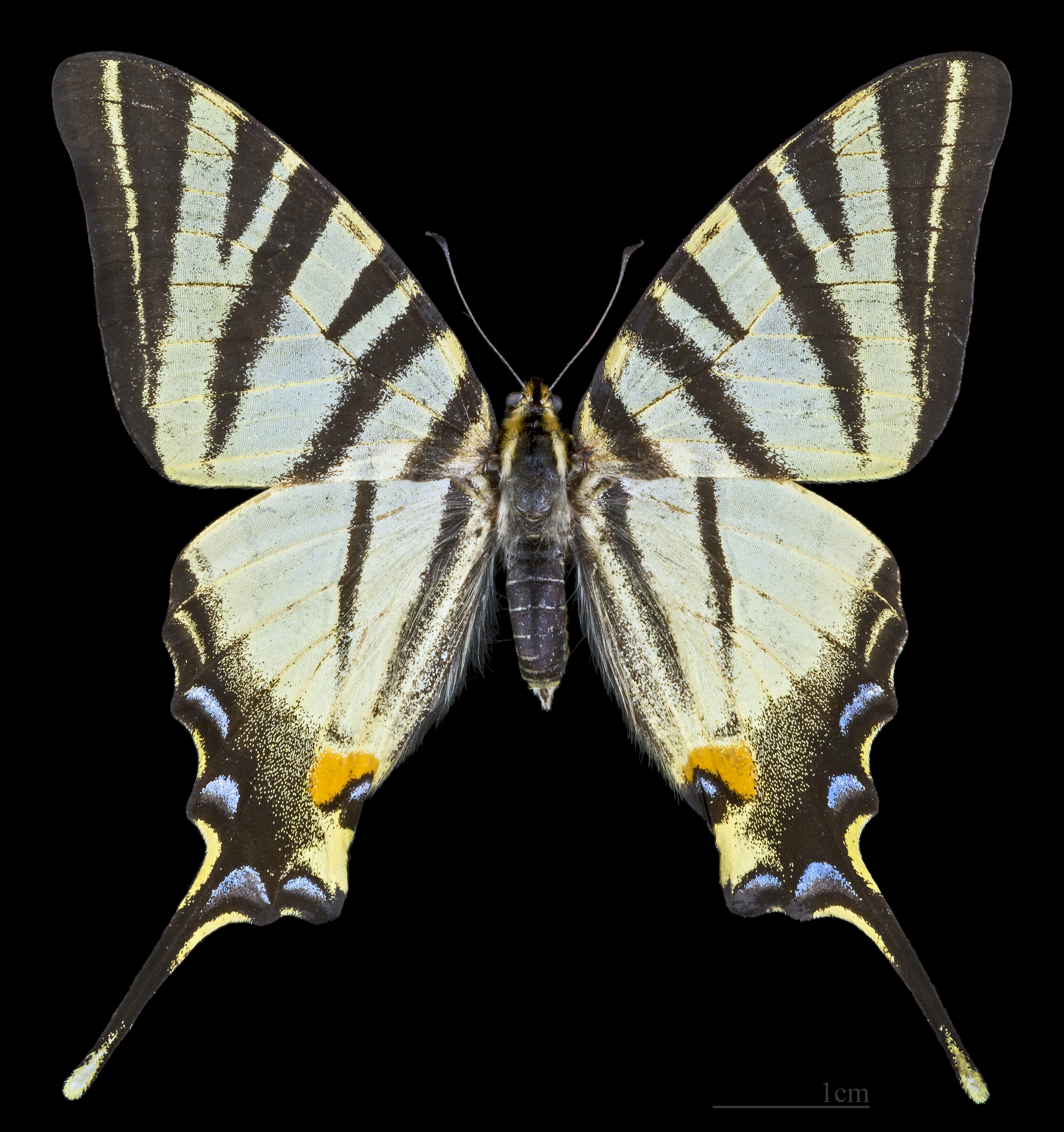
♂
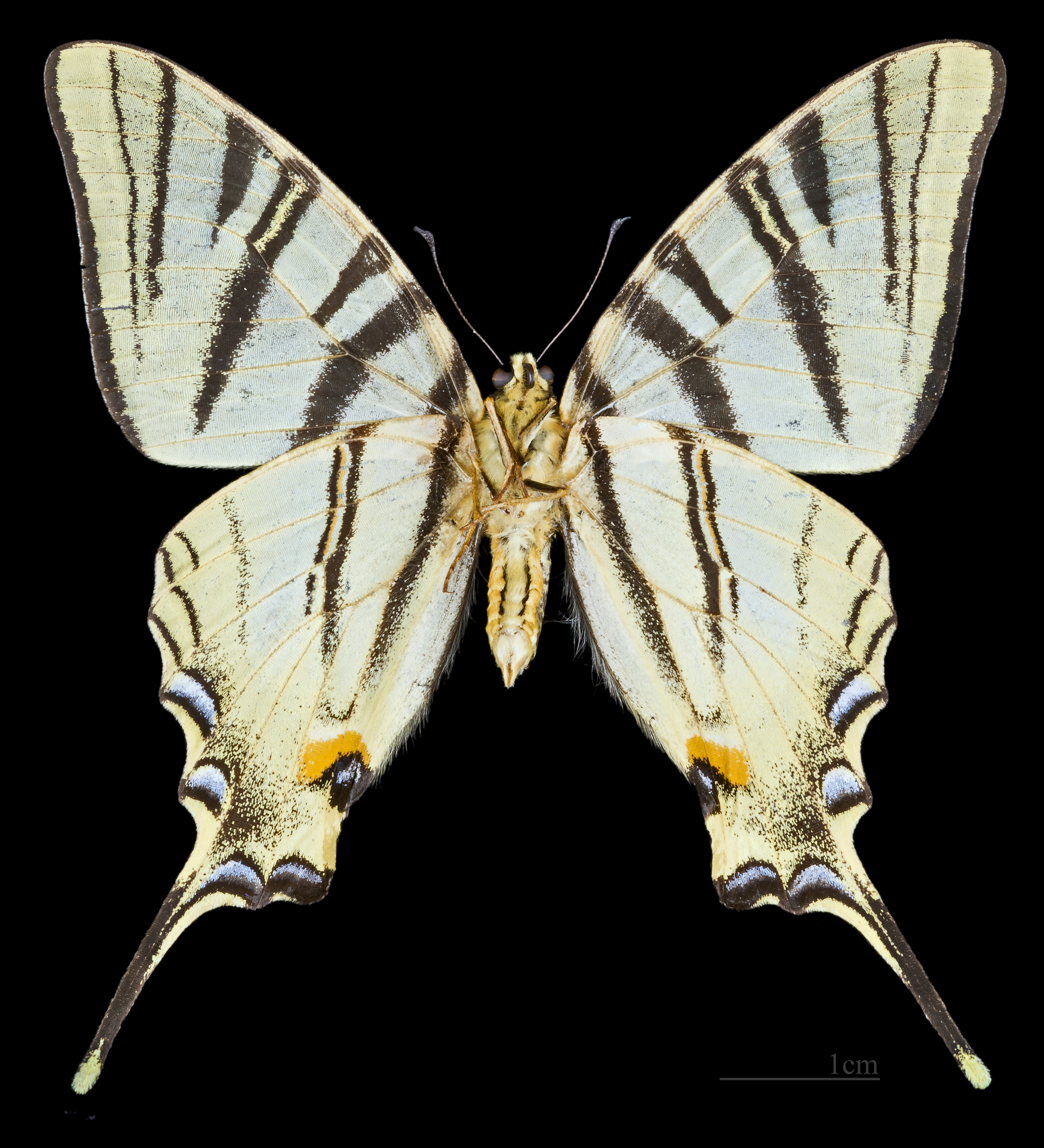
♂ △
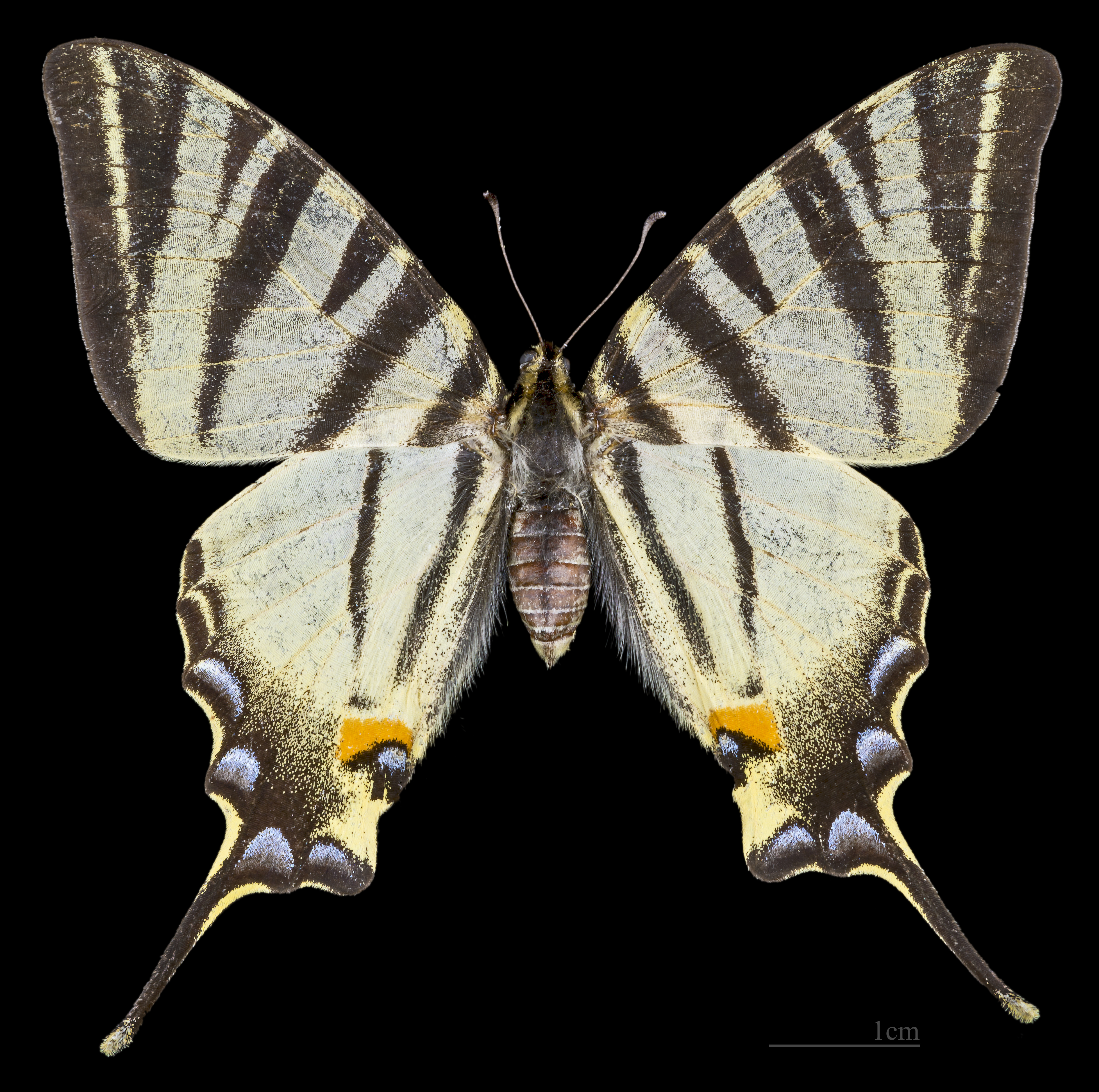
♀
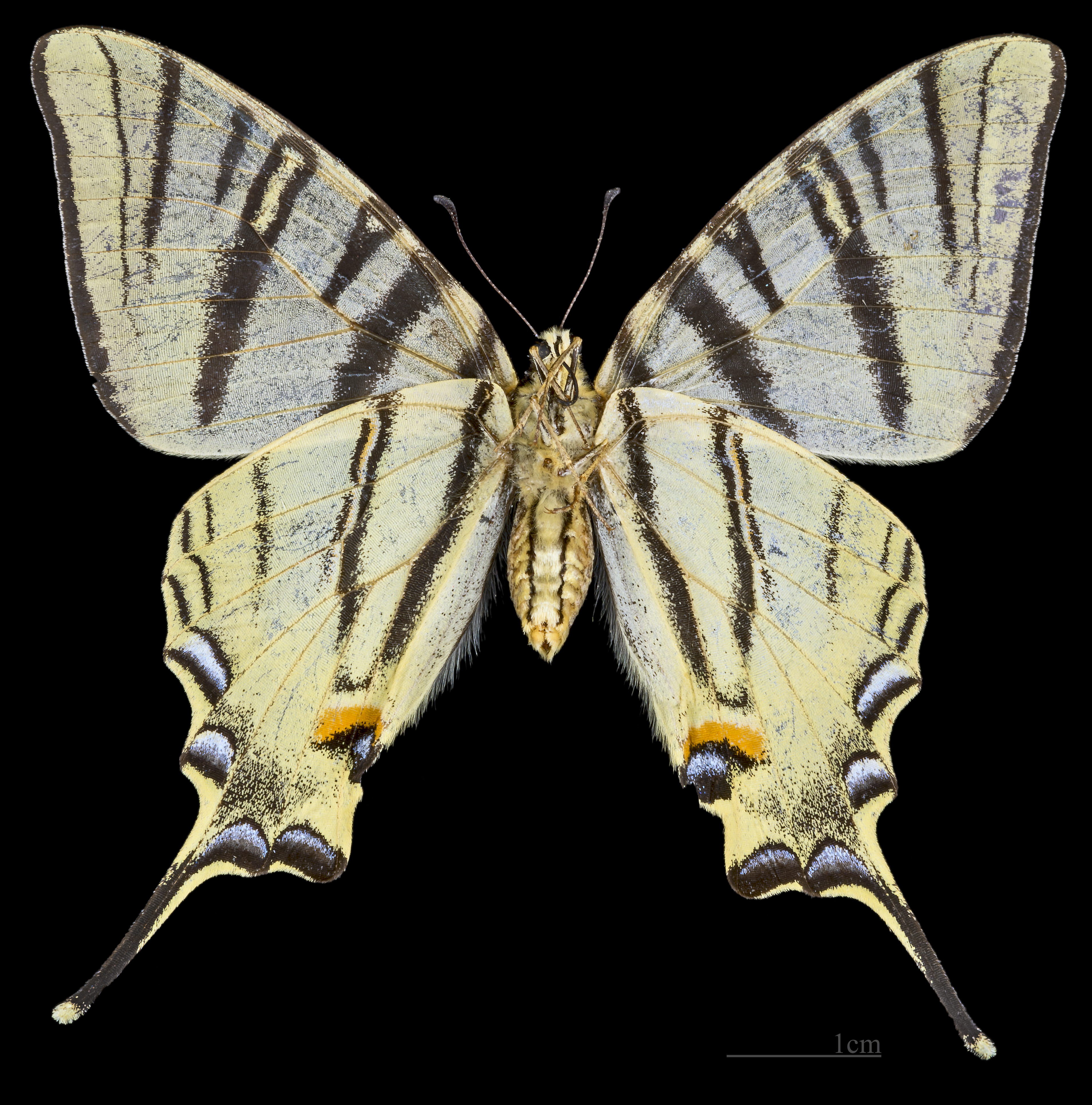
♀ △

## Вариабельность
Известна вариация: Iphiclides podalirius f. inalpina, которая встречается в Альпах. Она отличается более широкими черными полосками, более широкими и короткими крыльями, а также более короткими хвостиками на крыльях.

## Ареал
Южная и Центральная Европа, Кавказ и Закавказье, Турция, Ближний и Средний Восток, умеренный пояс Азии на восток, Индия, Западный Китай, Северная Африка. В тёплые годы бабочка способна мигрировать до Британских островов, Скандинавии и Финляндии.
Вид широко распространён в степях, лесостепях и полупустынях Восточной Европы, в предгорьях Карпат и Кавказа. Особи, обнаруженные севернее 52—54 градуса северной широты являются мигрантами или представителями временно укореняющихся популяций. Самые северные находки подалирия в Восточной Европе известны из Прибалтики и Ивановской и Кировской областей России. В Прикаспийской низменности и Западном Казахстане вид связан преимущественно с антропоценозами. Полностью отсутствует в субальпийской и альпийской зоне гор Большого Кавказа.

## Время лёта
Развивается в двух поколениях, первое появляется со второй декады мая и летает по первую декаду июня, второе поколение летает с июля по август. В горах перерыва лета не наблюдается из-за перекрывания времени лета двух поколений Севернее Альп — только одно поколение с мая по июль. В Нижней Австрии и южнее Альп развивается также и второе поколение с июня до августа. У самцов часто проявляется хиллотропинг (то есть кружатся над вершинами холмов).

## Местообитания

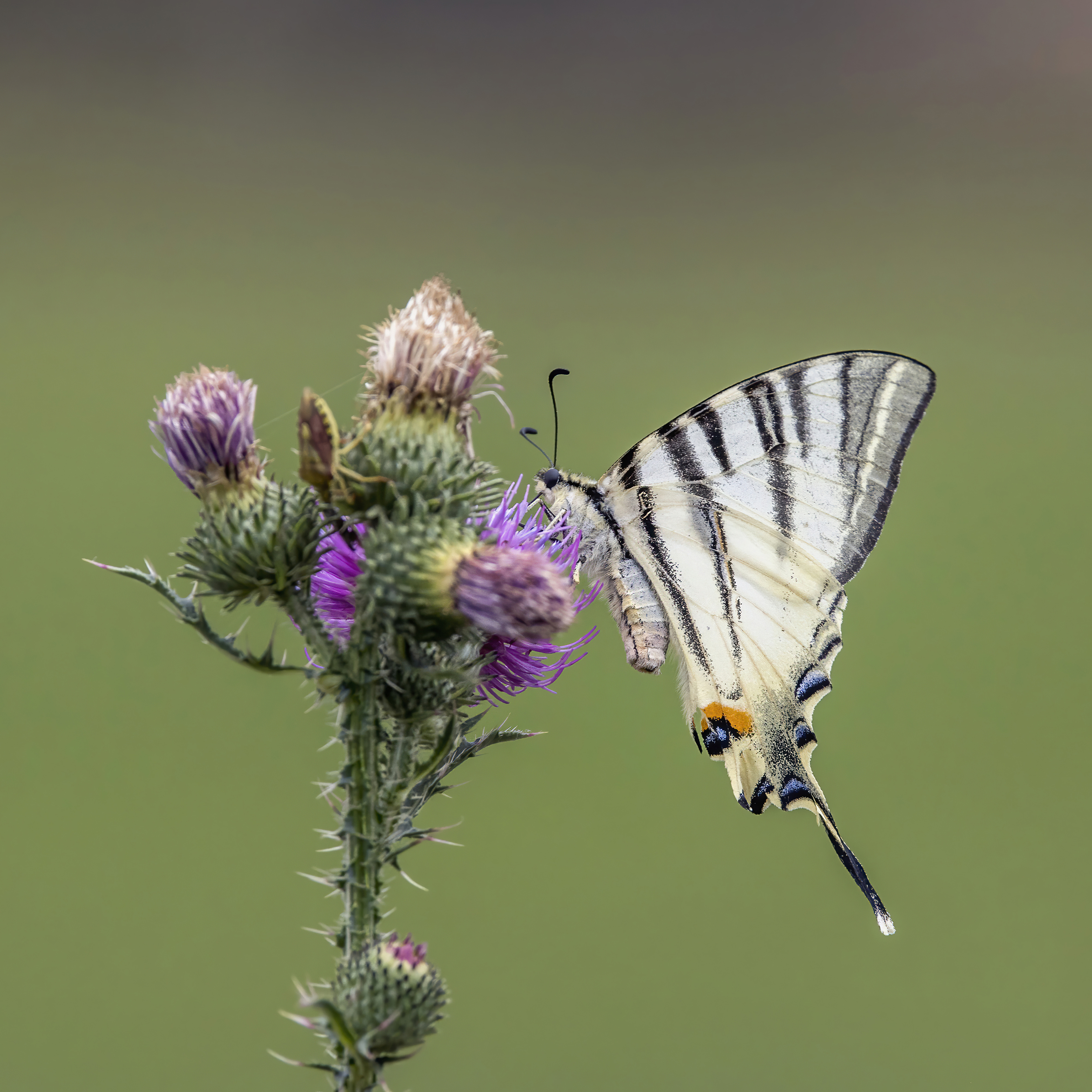
Подалирий сидит на колючках чертополоха

Предпочитает теплые участки с кустарниковой растительностью.
Летает по лесным опушкам, полянам, редколесьям, закустаренным склонам оврагов и предгорий. Часто залетает в сады и парки. В Нижнем Поволжье характерными биотопами вида являются балки с кустарниковыми зарослями в поймах крупных рек, а также сады и парки в населенных пунктах. На Кавказе населяет опушки светлых разреженных широколиственных лесов, встречается вблизи антропогенных биотопов.

## Жизненный цикл
Самка откладывает по одному яйцу на нижнюю сторону листьев кормового растения. Стадия гусеницы с мая по апрель следующего года. Гусеницы питаются листьями, обгрызая их с краев. Перед окукливанием долго ищут подходящие места, часто расползаясь на большое расстояние. Окукливаются обычно в прикорневой части густого кустарника, заполненной сухими листьями или в щелях на стволах деревьев. Зимуют куколки.

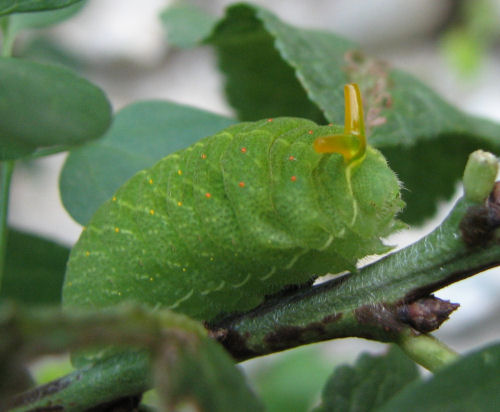
Гусеница

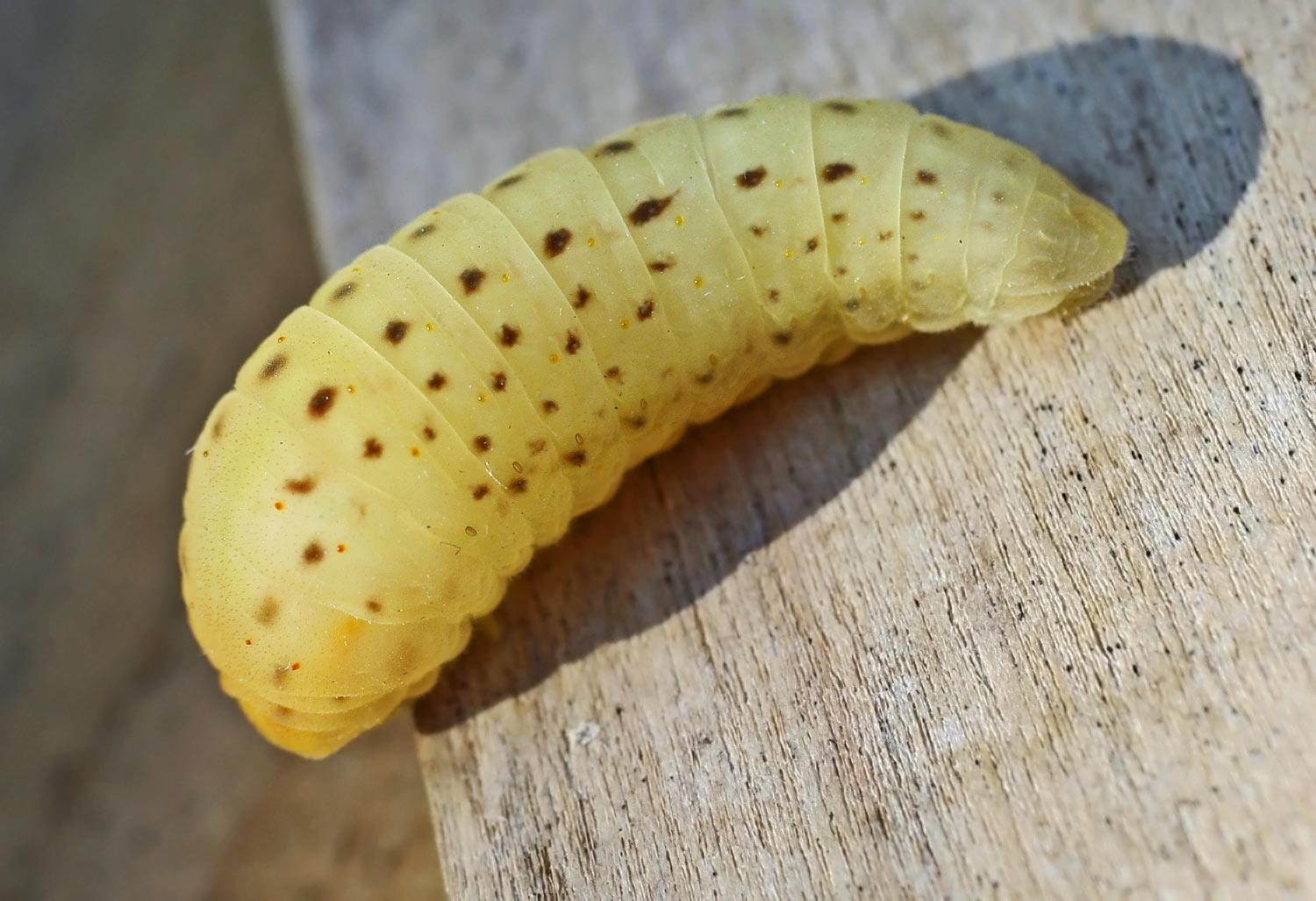
Окукливающаяся гусеница

Гусеница питается на растениях семейства розоцветных. Тёрн, слива, Crataegus monogyna, боярышник однопестичный, Crataegus sp. — боярышник, яблоня домашняя, Malus, рябина обыкновенная, черёмуха. На юге ареала к кормовым растениям добавляются персик и миндаль.

## Замечания по охране
Был внесён в Красную книгу СССР (1984) как сокращающийся в численности вид. В настоящее время включён в Красную книгу Украины (2009), 2 категория; в Красную книгу Московской области (1998), 1 категория, Смоленской области (1997), 2 категория, Вологодской области (2006), 4 категория. Охраняется в Польше. Лимитирующие факторы: уничтожение и сокращение растительно-древесных ассоциаций, являющихся кормовой базой гусениц; уменьшение естественных площадей, отводимых под сады, проведение химических обработок; общее увеличение рекреационной нагрузки.